# Смирнов Дмитро Миколайович (військовик)
Дмитро Миколайович Смирнов (рос. Дмитрий Николаевич Смирнов; 1915—1996) — старший сержант Червоної Армії, учасник Другої світової війни, Герой Радянського Союзу (1943). Командир відділення розвідки 69-ї механізованої бригади 9-го механізованого корпусу 3-ї гвардійської танкової армії Воронезького фронту.

## Біографія
Дмитро Смирнов народився 25 жовтня 1915 року в селищі Бісерть, нині Свердловської області в родині робітника. Виховувався в дитячому будинку. Закінчив 7 класів школи. Після школи працював токарем.
У 1936 році був призваний до Червоної армії. На фронті під час німецько-радянської війни з червня 1941 року. 24 вересня 1943 року в районі села Монастирок Кагарлицького району Київської області відбивав контратаки противника, очікуючи на підкріплення. Також доставляв цінну інформацію про розташування укріплень та вогневих засобів противника.
Указом Президії Верховної Ради СРСР від 17 листопада 1943 року за мужність та героїзм, проявлені в боях, старший сержант Дмитро Смирнов був удостоєний звання Героя Радянського Союзу з врученням ордена Леніна та медалі «Золота Зірка» за номером 2107.
У 1945 році Смирнов закінчив Київське танко-технічне училище. Із 1946 року — в запасі.
Проживав у Києві. У 1959 році завершив Київський механічний технікум. Помер 25 жовтня 1996 року в Москві, куди перебрався у 1994 році. Похований на Ваганьковському цвинтарі.

## Пам'ять
У Середньоуральську на Алеї Слави встановлено його бюст Героя.